# 603200 Yuchichung
603200 Yuchichung este o planetă minoră (asteroid) din centura de asteroizi. A fost descoperită pe 5 iulie 2006 la Lulin Observatory⁠(d) de . 
Obiectul prezintă o orbită caracterizată de o semiaxă mare de 2,2941302493561 UAi, o excentricitate de 0,11377152695099, o înclinație de 7,1826525540361 ° în raport cu ecliptica.